# Chiesa di Maria Santissima Annunziata (Tuglie)
La chiesa di Maria Santissima Annunziata è la principale chiesa di Tuglie, in provincia di Lecce. È ubicata in piazza Garibaldi.

## Storia
La chiesa fu edificata agli inizi del XVIII secolo in sostituzione di un precedente edificio sacro, insufficiente per contenere l'accresciuta popolazione di Tuglie. Nel 1720, il vescovo di Nardò mons. Antonio Sanfelice, durante una sua visita alla comunità parrocchiale, donò 47 ducati d'oro per l'inizio della costruzione del nuovo edificio. La prima parte della chiesa, corrispondente alla navata centrale, fu iniziata nel 1721 e conclusa quindici anni dopo. Nel 1850 venne aggiunta la navata di destra e nel 1880 quella di sinistra. Nel 1831 fu costruita la torre campanaria a base quadrata.

## Architettura

### Esterno
Presenta una facciata su due ordini, scanditi da doppie paraste e raccordati fra di loro da due grandi volute. Termina con un timpano corredato da acroteri. L'ordine inferiore accoglie tre portali d'ingresso, di cui quello centrale è fiancheggiato da due nicchie contenenti le statue dell'Arcangelo Gabriele e della Madonna Annunziata. La facciata è preceduta da una balaustra con colonnine in pietra leccese, restaurata negli anni sessanta. Affiancata al lato sinistro si erge la torre civica dell'orologio, innalzata nel 1884.

### Interno

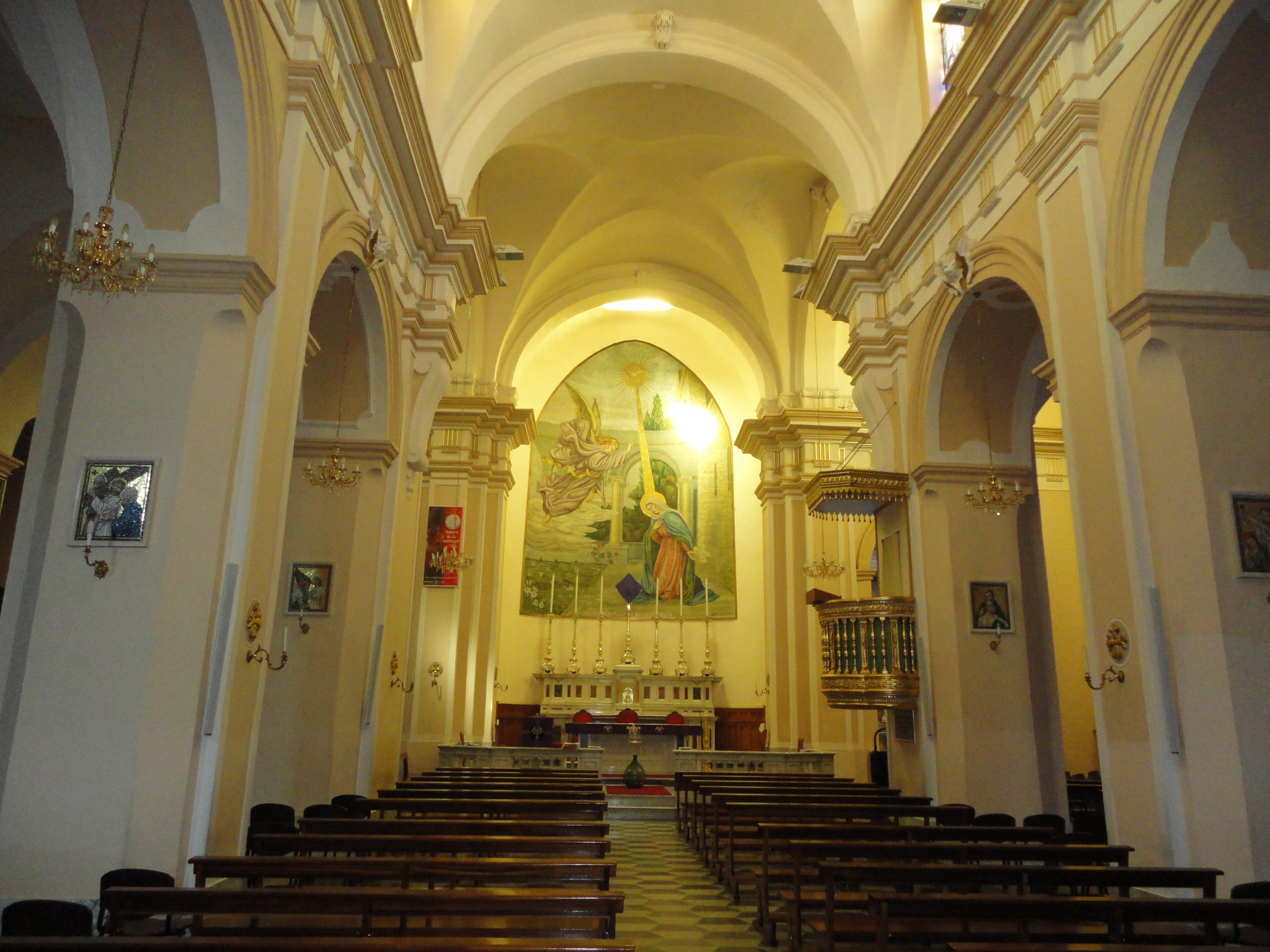
Interno

L'interno, a tre navate con pianta a croce latina, è dotato di numerosi altari realizzati in epoche diverse. Sul lato sinistro si susseguono gli altari di san Giovanni Battista, di san Giuseppe, della Madonna Immacolata, di san Donato e di sant'Antonio da Padova, mentre sul lato destro quelli dedicati al Santissimo Sacramento, a san Francesco d'Assisi, alle Anime del Purgatorio, alla Madonna del Rosario e alla Pietà. Nel presbiterio è presente l'altare maggiore in marmo di Carrara, realizzato nel 1970. Sovrasta l'altare un mosaico raffigurante l'Annunciazione, opera del veneziano Bruno Ortes del 1963.
La chiesa custodisce inoltre un organo a 1500 canne del 1912, un battistero in marmo del 1914, un pulpito in legno dorato del XIX secolo e numerose statue in cartapesta.